# Victor García (calciatore 1995)
Victor Vladimir García Campos (Usulután, 15 giugno 1995) è un calciatore salvadoregno, centrocampista dell'Águila.

## Carriera

### Club
Ha sempre giocato nel campionato salvadoregno.

### Nazionale
Ha debuttato in Nazionale nel 2017, venendo convocato per la Gold Cup dello stesso anno.